# Électrum
Pour les articles homonymes, voir Electrum (homonymie).

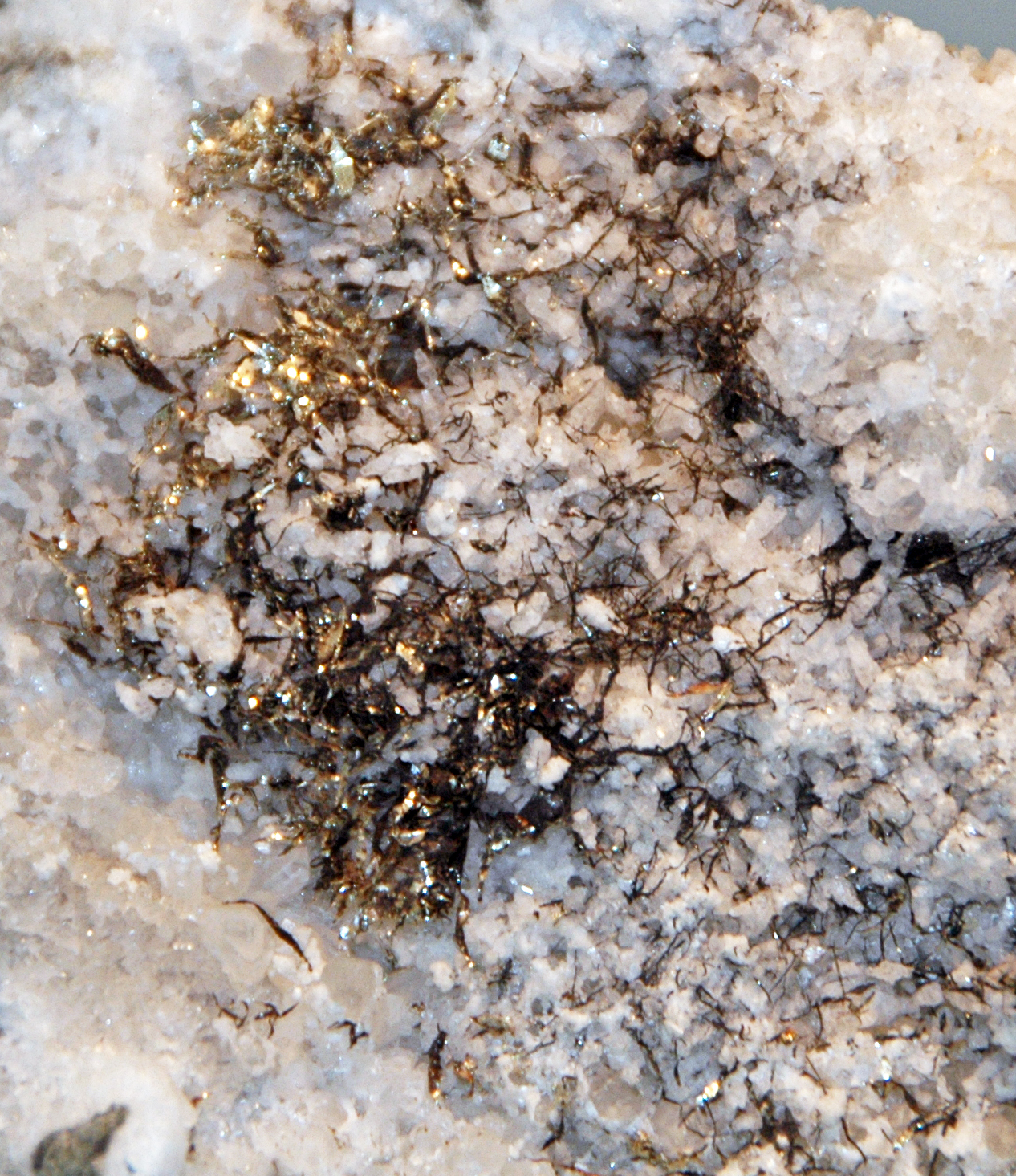
Dépôts naturels de « fils » d'électrum sur du quartz.

L’électrum est un alliage composé d'or et d'argent rencontré à l'état naturel dans des proportions variables. En numismatique et en histoire de l'art, le terme désigne également un alliage artificiel. Très prisé pendant l'Antiquité, il a servi à battre monnaie en Lydie et en Grèce. Les Égyptiens s'en servaient pour décorer leurs bijoux, leurs armes, leurs objets funéraires ou leurs statues, mais aussi le sommet des obélisques et des pyramides ; les Amérindiens l'ont également utilisé pour fabriquer de nombreux objets.

## Étymologie
Le mot dérive du grec ἤλεκτρον / ḗlektron, lui-même dérivé de ἠλέκτωρ / ēléktōr, « brillant », qualificatif du Soleil et épithète d'Hypérion. En grec classique, le mot désigne presque toujours l'ambre, dont les propriétés ont donné les mots français électricité et électron. En latin, le terme désigne l'alliage que les Grecs appellent plus couramment « or blanc » (λευκὸς χρυσός / leukòs khrusós). Ainsi, Pline l'Ancien explique que « tout or contient de l'argent en quantité variable […] lorsque la proportion d'argent est de un cinquième, le métal s'appelle « électrum ». On en trouve des paillettes dans l'or en filon. On fait aussi de l'électrum artificiel en ajoutant de l'argent à l'or. »
L’électrum est aussi appelé « or vert » dans l’Antiquité, mais il pourrait être dénommé « or pâle », car il est fréquemment de couleur jaune blanchâtre ou blanc jaunâtre.

## Histoire
L'électrum est mentionné  pour la première fois dans le récit d’une expédition envoyée par le pharaon Sahourê de la Ve dynastie,. Il est également évoqué par Pline l’Ancien dans son livre Naturalis historia. L’électrum est également mentionné dans le livre biblique d'Ézékiel, pour décrire l'apparence de Dieu (YHWH) et de son trône.
La teneur en or de l’électrum naturel de l’Anatolie occidentale moderne varie entre 70 et 90 %, contrairement aux 45 à 55 % d’or de l’électrum utilisé dans les anciennes monnaies lydiennes de la même zone géographique. On peut supposer que l’une des raisons de l’invention de la monnaie dans cette région était d’augmenter les profits du seigneuriage, en émettant une monnaie ayant une teneur en or inférieure à celle du métal en circulation.
L’électrum a été utilisé dès le IIIe millénaire av. J.-C. dans l’Égypte antique, notamment comme plaquage des pyramidions placés au sommet des pyramides et obélisques.
De nos jours, les alliages d'or et d'argent portent généralement le nom du métal dominant ; le terme électrum est surtout appliqué de manière informelle à des alliages contenant entre 20 % et 80 % de chacun des deux métaux.

## Monnaie

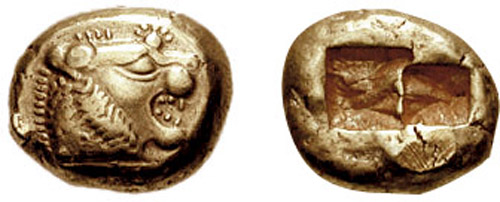
Trité (tiers de statère lydien en électrum (début du).

L'électrum a été employé dans l'Antiquité pour frapper les premières monnaies. Les sources littéraires montrent que les Lydiens, fréquemment présentés comme les inventeurs de la monnaie, disposaient grâce au fleuve Pactole, d'une source d'or naturel. Les fouilles américaines à Sardes ont confirmé l'existence d'une métallurgie de l'or et de l'argent : elles ont mis au jour des installations permettant d'obtenir par coupellation de l'électrum à partir des pépites d'or locales. Les résidus de métaux retrouvés sur des tessons de céramique se sont également avérés être de l'or et de l'électrum. L'analyse par activation neutronique d'un échantillon provenant du Pactole montre une composition métallique proche de celle des résidus de l'atelier de Sardes.
L’analyse de la composition de l’électrum dans les pièces de monnaie de la Grèce antique datant d’environ 600 avant J.-C. montre que la teneur en or était d’environ 55,5 % à Phocée.
Au début de la période classique, la teneur en or de l’électrum variait de 46 % en Phocée à 43 % à Mytilène. Dans les monnaies ultérieures de ces régions, datant de 326 av. J.-C., la teneur en or n'était plus, que de 40 à 41 %.
Au cours de la période hellénistique, les Carthaginois ont émis des pièces avec une proportion d’or en baisse régulière. Durant les dernières périodes de l’Empire romain d’Orient, contrôlé depuis Constantinople, la pureté de la monnaie d’or a également été réduite, ce métal étant remplacé par de l'électrum.